# Cerkiew Ikony Matki Bożej „Wszystkich Strapionych Radość” w Kownatowie
Cerkiew Ikony Matki Bożej „Wszystkich Strapionych Radość” – prawosławna cerkiew parafialna w Kownatowie, wzniesiona w 1894.

## Historia
Cerkiew została wzniesiona ze względu na napływ do Kownatowa i okolic ludności narodowości rosyjskiej, która przejmowała ziemie skonfiskowane uczestnikom powstania styczniowego. Ze względu na trudności z wyborem lokalizacji cerkwi do prac budowlanych przystąpiono dopiero w latach 90. XIX wieku, po uprzednim wyburzeniu zamkniętego po 1864 kościoła katolickiego. Na jego fundamentach wzniesiono nową cerkiew prawosławną, którą 23 listopada 1894 poświęcił biskup kowieński Krzysztof (Smirnow). Cerkiew była czynna do I wojny światowej, kiedy proboszcz parafii w Kownatowie udał się na bieżeństwo. Nowy kapłan pojawił się w niej dopiero w 1918. 
Latem 1921 Ministerstwo Spraw Wewnętrznych Litwy wydało polecenie oddania Kościołowi rzymskokatolickiemu ziemi, na której znajdował się zniszczony przez władze carskie kościół, a razem z nią również znajdującego się na niej budynku cerkwi. Parafianie z Kownatowa uniemożliwili jednak przejęcie świątyni i przez kilka miesięcy okupowali cerkiew, by uniemożliwić jej przejęcie. Równolegle wysłali do ministerstwa prośbę o pozostawienie obiektu w rękach prawosławnych, uzyskując 21 grudnia 1921 pozytywną decyzję. Ministerstwo skonfiskowało jedynie większość przynależnego parafii majątku ziemskiego. W czasie II wojny światowej świątynia była czynna. W 1947 cerkiew została zarejestrowana przez władze stalinowskie jako czynna świątynia prawosławna. 

## Architektura

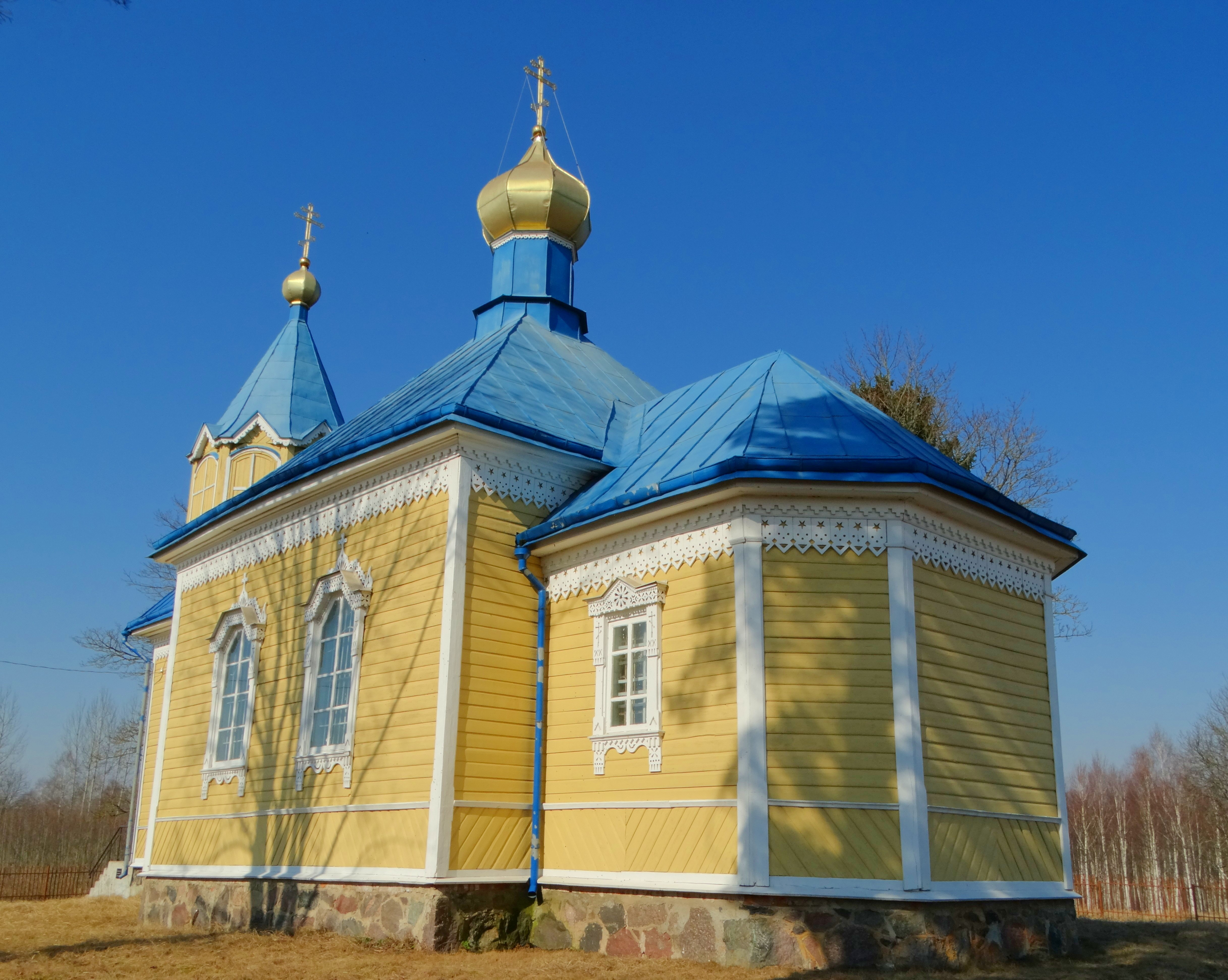

Wejście do cerkwi prowadzi przez przedsionek, ponad którym wznosi się ostro zakończona i zwieńczona krzyżem dzwonnica. W centrum dachu kwadratowej nawy ośmioboczna sygnaturka z cebulastą kopułą, również z krzyżem. Sześciobocznie zamknięte prezbiterium jest wyraźnie wyodrębnione. Okna cerkwi są prostokątne, z ozdobnie rzeźbionymi obramowaniami. Dookoła obiektu, poniżej poziomu dachu, poprowadzony został fryz. We wnętrzu jednorzędowy ikonostas oraz dwie boczne ikony w neoklasycystycznych białych ryzach.